# Když Duben přichází
Když Duben přichází je román pro mládež českého spisovatele Jaroslava Foglara z roku 1944. Vypráví o zanedbané a rozvrácené chlapecké školní třídě, kterou se pokusí napravit a stmelit několik čestných žáků ve spolupráci s novým mladým třídním učitelem. Mezi Foglarovými romány tento vyniká psychologickou hloubkou, s níž vykresluje různé chlapecké charaktery a netriviální vývoj jejich vzájemných vztahů.

## Příběh
Příběh se odehrává během posledního ročníku základní školní docházky v 37členné chlapecké třídě zvané „Bedna“. Třídní kolektiv příliš nefunguje, žáci jsou roztříštěni do izolovaných skupinek, vládne hrubost a právo silnějšího. Svou vinu na tom má i jejich postarší třídní učitel Havlík, který je vyhořelý a postrádá jakýkoli entuziasmus nebo empatii. Výraznými skupinami ve třídě jsou Jedničkáři (dobře se učí a ostatními pohrdají), Levínova parta sportovců a Ekrtova parta sprosťáků. Povznesen nad všechno je oblíbený a hezký Fanek Jelínek, naopak všemi opovrhovaný a odstrkovaný je ošklivý a plesnivinou páchnoucí Vojta Řezina.
Děj je vyprávěn z pohledu Lubora Klementa, ničím nevynikajícího a s nikým se zvlášť nekamarádícího žáka, který ale situaci ve třídě vnímá úkorně a přemýšlí, jak ji zlepšit. Jistou nadějí se zdá být závod ve štafetovém běhu se sousední třídou přezdívanou „Pekáč“. Během tréninku pod Levínovým vedením se třída dokáže ještě chovat docela svorně. Když ale Bedna v závodě prohraje, vše se zhroutí a chlapci jsou rozhádaní ještě více než předtím. Největším postrachem slabších žáků je agresivní hrubián Draňák, který jednou svede svůj vlastní prohřešek na nesympatického Řezinu. Lubor tuto nespravedlnost nemůže snést a usvědčí Draňáka ze lži, za což je od něj při nejbližší příležitosti surově zmlácen. Řezina však překypuje vděkem za toto nečekané zastání a naváže s trochu se zdráhajícím Luborem přátelství. Zjistí, že oba jsou stejně zapálenými fanoušky „trentovek“, dobrodružných rodokapsů s krásnými ilustracemi malíře Floriana (zřejmá aluze na Zdeňka Buriana[zdroj⁠?!]). Lubor zjišťuje, že Řezina je docela zajímavý a inteligentní hoch, který má jen tu smůlu, že má šeredný obličej a navíc žije v plesnivém sklepním bytě. Jejich kamarádství se ale vyvíjí nerovně, Lubor se za něj před třídou stydí a také někdy zneužívá Vojtovy oddanosti a chová se k němu bezdůvodně přezíravě. Ten je však rád i za to, že se s ním vůbec někdo baví.
Řezinova situace ve třídě se opět zhorší, když je přinucen hrát zápornou úlohu ve školním představení a ukáže se, že je to jen nový způsob jak ho šikanovat. Lubor mu v té době už není žádnou oporou, sám je vnitřně rozháraný a Řezinovy stesky ho obtěžují. Po premiéře, kdy je zbit a krutě ponížen přímo na jevišti, se Řezina pokusí o sebevraždu prášky, ale přežije. Vrátí se do školy, ale v hluboké depresi, a všechny ústrky a urážky snáší zcela apaticky. Jednoho dne se rozhodne oběsit se ve školní šatně, ale je vyrušen a uteče. Předtím ve své zadní lavici roztrhá na kousky svůj deník, který nikdy nikomu neukázal, ani Luborovi. Ten si toho všimne, posbírá co se dá, a doma kousky složí. S úžasem se dočte, že Vojta v něm, v Luborovi, kdysi viděl vzorného, ušlechtilého a obdivuhodného chlapce, něco jako hoši v Bedně vidí ve Fankovi. Lubor si konečně uvědomí, jak špatně s Řezinou jednal, a hned druhého dne ho přímo ve třídě vyhledá, za všechno se mu omluví a nabídne mu opravdové přátelství. Je to už druhé Řezinovo vítězství toho dne, protože Havlík jim ráno oznámil, že třídnictví v Bedně přebírá jeho nový mladý kolega jménem Kovář. Ten ihned zasáhnul proti Řezinovu vyloučení do nejzadnější lavice a přesadil ho na volné místo uprostřed třídy.
Příchodem Kováře a usmířením Lubora s Vojtou se věci v Bedně začnou hýbat správným směrem. Rozhodnou se oslovit netečného Fanka, který má u ostatních stále nějakou autoritu, a založí spolek Rytířů Bedny, mající za cíl odstranit ze třídy násilí a bezpráví a vlastním vzorem vést všechny ke slušnému a čestnému chování a studijní píli. Vymyslí různé motivační soutěže a aktivity a postupně se jim podaří získat i ty největší hrubce, když nejdéle odolávají zkažení Ekrtovci. Během posledních pár měsíců své existence se Bedna až zázračně promění a hoši se slavnostně rozcházejí za svým dalším životem.

## Vznik a vydávání
Po zákazu vydávání Mladého hlasatele v roce 1941, v němž působil jako redaktor, byl Jaroslav Foglar přeložen do knižního lektorátu vydavatelství Melantrich, kde se začal věnovat také psaní nového románu. Po práci jezdil na kole do Prokopského údolí, kde na knize pracoval. Její název Když Duben přichází symbolizuje vnímání lidského života coby kalendářního roku, kde duben představuje období, ve kterém dospívají chlapci. Inspiraci pro některé postavy (učitelé Havlík i Kovář, Fanek Jelínek, Draňák, Ekrtovci) či prostředí (pingpongová herna) nalezl Foglar ve svém životě. Poprvé byl román vydán v září 1944 v nakladatelství Jan Kobes.

### Knižní česká vydání
Přehled knižních vydání v češtině:
- 1944 – 1. vydání, nakladatelství Jan Kobes, ilustrace Bohumír Čermák
- 1970 – 2. vydání, nakladatelství Mladá fronta, ilustrace Ervín Urban, obálka Milan Kopřiva (Edice 13, sv. 33)
- 1991 – 3. vydání, nakladatelství Olympia, ilustrace Marko Čermák, obálka Ervín Urban, ISBN 80-7033-106-2 (edice Sebrané spisy, sv. 3)
- 1995 – 4. vydání, nakladatelství Olympia, ilustrace Marko Čermák, ISBN 80-7033-367-7 (edice Sebrané spisy, sv. 3)
- 1999 – 5. vydání, nakladatelství Olympia, ilustrace Marko Čermák, ISBN 80-7033-581-5 (edice Sebrané spisy, sv. 3)
- 2002 – dotisk 5. vydání, nakladatelství Olympia, ilustrace Marko Čermák, ISBN 80-7033-581-5 (edice Sebrané spisy, sv. 3)
- 2007 – 6. vydání, nakladatelství Olympia, ilustrace Marko Čermák, ISBN 978-80-7376-024-3 (edice Sebrané spisy, sv. 3)

### Další vydání
Další česká vydání:
- 1957 – kapitola „Příchod učitele Kováře“ v časopisu Pionýr (IV. ročník, č. 1)

## Adaptace
V dubnu 1994 četl román na pokračování v pořadu Rádio na polštář stanice Český rozhlas – Praha Alfred Strejček.